# Li Yitong
Li Yitong (chino simplificado: 李一桐, pinyin:  Lǐ Yītóng) es una actriz y cantante china.

## Biografía
Li Yitong comenzó a bailar cuando tenía casi diez años tomando clases de nivel amateur. Bajo la recomendación de una maestra, solicitó y fue admitida en la Escuela de Arte de Shenzhen a la edad de 12 años. Recibió su licenciatura de la Academia de Danza de Beijing, la principal institución de danza de China, donde se especializó en danza folclórica.

## Carrera
Es miembro de la agencia "Feibao Media".
El 9 de enero del 2017 se unió al elenco principal de la serie The Legend of the Condor Heroes (射雕英雄传) donde interpretó a Huang Rong, hasta el final de la serie el 17 de abril del mismo año.
El 24 de julio del 2018 se unió al elenco principal de la serie Bloody Romance (媚者无疆) donde dio vida a Wan Mei, una joven que luego de ser vendida como esclava termina convirtiéndose en una asesina entrenada en la ciudad Gui Hua.
El 24 de octubre del 2019 se unió al elenco principal de la serie Begonia Rouge (海棠经雨胭脂透) donde interpretó a Gu Hai Tang, una joven doncella que trabaja en el negocio de la familia Lang y siempre se la pasa peleando con el segundo hijo de la familia Yuxuan (Deng Lun) de quien poco a poco comienza a enamorarse, hasta el final de la serie el 7 de diciembre del mismo año.
El 12 de noviembre del mismo año se unió al elenco principal de la serie Royal Nirvana (鹤唳华亭) donde dio vida a Ah Bao, una mujer que termina asumiendo otra identidad para vengarse, hasta el final de la serie el 6 de enero del 2020.
El 6 de diciembre del mismo año se unió al elenco principal de la serie Sword Dynasty (剑王朝) donde interpretó a Zhangsun Qianxue, hasta el final de la serie el 4 de enero del 2020.
El 21 de diciembre del 2020 se unió al elenco principal de la serie Gossip Girl (了不起的女孩, también conocida como "Dear Missy") donde dio vida a Lu Ke, hasta el final de la serie el 6 de enero de 2021.
El 4 de febrero de 2021 se unió al elenco principal de la serie Dt.Appledog's Time donde interpretó a Ai Qing. hasta el final de la serie el 26 de febrero del mismo año.
El 15 de abril del mismo año se unirá al elenco principal de la serie Court Lady (大唐女儿行, también conocida como "A Promenade Through The Tang Dynasty" o "Ode to Daughter of Great Tang") donde dará vida a Fu Rou, la diligente hija de una familia de comerciantes que por error se convierte en una mujer que teje en el palacio.
También realizará una aparición como Hu Xian'er, la previa reencarnación de Daji (Wu Jinyan) y un espíritu zorro de las tumbas de Xuanyuan en la serie Zhaoge (朝歌).

## Filmografía

### Series de televisión
| Año             | Título                              | Personaje            | Notas                  |
| --------------- | ----------------------------------- | -------------------- | ---------------------- |
| 2021 - presente | Faith Makes Great                   | Du Fujia             | historia: "Yi Jia Ren" |
| 2021 - presente | Zhaoge                              | Hu Xian'er           |                        |
| 2021 - presente | Glory of the Special Forces         | Ai Qianxue           | [ 13 ]                 |
| 2021 - presente | My Deepest Dream                    | Tan Jiao             |                        |
| 2021 - presente | Court Lady                          | Fu Rou               |                        |
| 2021            | Dt.Appledog's Time                  | Ai Qing ("Appledog") | [ 14 ]                 |
| 2020 - 2021     | Gossip Girl (Dear Missy)            | Lu Ke                | 36 episodios           |
| 2020            | Just to See You (Fate)              | Xia Ranran           | 40 episodios           |
| 2020            | Don't Think Twice, Love's All Right | Xia Keke             |                        |
| 2020            | Royal Nirvana Special               | Gu Ahbao / Lu Wenxi  | 12 episodios           |
| 2019 - 2020     | Royal Nirvana                       | Gu Ahbao / Lu Wenxi  | 60 episodios           |
| 2019 - 2020     | Sword Dynasty                       | Zhangsun Qianxue     | 34 episodios           |
| 2019            | Begonia Rouge (Blossom in Heart)    | Gu Haitang           | 52 episodios           |
| 2018            | Bloody Romance                      | Wan Mei / Su Qixue   | 36 episodios           |
| 2017            | The Legend of the Condor Heroes     | Huang Rong           |                        |
| 2016 - 2017     | Demon Girl 2                        | Nie Qingcheng        | 20 episodios           |
| 2016            | Demon Girl                          | Nie Qingcheng        | 20 episodios           |

### Películas
| Año  | Título                       | Personaje | Notas                                                       |
| ---- | ---------------------------- | --------- | ----------------------------------------------------------- |
| 2020 | Love You Forever             | Qiu Qian  | junto a Lee Hong-chi                                        |
| 2018 | Keep Calm and Be a Superstar | Tong Tong | junto a Eason Chan, Li Ronghao, Chan Kwok-Kwan y Cui Zhiwei |

### Programas de variedades
| Año  | Título           | Notas    |
| ---- | ---------------- | -------- |
| 2020 | Keep Running     | invitada |
| 2018 | Super Nova Games |          |

### Revistas / sesiones fotográficas
| Año  | Título                                | Notas                                       |
| ---- | ------------------------------------- | ------------------------------------------- |
| 2021 | Men’s Uno China                       | junto a Jin Han                             |
| 2021 | Bazaar Star                           | junto a Wang Yanlin                         |
| 2021 | Harper’s Bazaar China                 | junto a Hu Yitian                           |
| 2020 | Grazia China                          | (publicación #440)                          |
| 2019 | Neo New One                           |                                             |
| 2019 | Beyond Time and Space                 | junto a Luo Jin                             |
| 2019 | Grazia China                          | (publicación #483)                          |
| 2019 | VogueMe China                         | junto a Xu Kai - (publicación de diciembre) |
| 2019 | Celebrity Magazine                    | (publicación de septiembre)                 |
| 2019 | Dior Amour Limited Edition Collection |                                             |
| 2019 | GQ China                              |                                             |
| 2019 | InSnap Vision                         | (publicación de julio)                      |

### Endorsos
| Año   | Título              | Notas      |
| ----- | ------------------- | ---------- |
| 2020- | Sulwhasoo Bloomstay | Embajadora |

### Eventos
| Año  | Título                            | Notas |
| ---- | --------------------------------- | ----- |
| 2019 | Zhejiang TV’s - T-Mall 11.11 Gala | -     |

## Discografía

### Sencillos
| Año  | Título                      | Álbum                   | Notas               |
| ---- | --------------------------- | ----------------------- | ------------------- |
| 2019 |                             | OST de "Sword Dynasty"  |                     |
| 2018 | "Disfavored" (失宠)         | OST de "Bloody Romance" | (canción de cierre) |
| 2017 | "Mini-Lightning" (迷你闪电) | -                       |                     |

### Otras canciones
| Año  | Título | Álbum                                                  | Notas                                                                                            |
| ---- | ------ | ------------------------------------------------------ | ------------------------------------------------------------------------------------------------ |
| 2020 | 战疫   | Lanzado por China Federation of Literary & Art Circles | (Canción y mensajes para apoyar a quienes luchan contra el coronavirus) - junto a otros artistas |

## Premios y nominaciones
| Año  | Categoría                            | Premio                                                       | Trabajo                         | Resultado |
| ---- | ------------------------------------ | ------------------------------------------------------------ | ------------------------------- | --------- |
| 2019 | Best Actress                         | Golden Bud - The Fourth Network Film And Television Festival | Begonia Rouge                   | Nominada  |
| 2019 | Best Actress                         | Golden Bud - The Fourth Network Film And Television Festival | Royal Nirvana                   | Nominada  |
| 2019 | Best Actress (Emerald Category)      | 6th The Actors of China Award Ceremony                       | -                               | Nominada  |
| 2018 | New Female Artist Award              | QQ Interest Group Appreciation Night                         | -                               | Ganó      |
| 2017 | Most Influential Television Newcomer | China TV Guide                                               | Demon Girl                      | Ganó      |
| 2017 | Most Influential Television Newcomer | China TV Guide                                               | The Legend of the Condor Heroes | Ganó      |
| 2017 | Television Newcomer of the Year      | 6th iQiyi All-Star Carnival                                  | -                               | Ganó      |
| 2017 | New Star Award                       | 2nd China Quality Television Drama Ceremony                  | The Legend of the Condor Heroes | Ganó      |